# Bahía de Samaná
La bahía de Samaná es una bahía en el Noreste de República Dominicana. El río Yuna, uno de los más importantes en la isla La Española, desemboca en la Bahía de Samaná. Al norte se encuentra la ciudad de Santa Bárbara de Samaná y la Península de Samaná.
Entre sus atractivos están las islas que sirven como sitios de anidación de pelícanos y fragatas, cuevas con pictografías precolombinas y petroglifos y afluentes de los ríos y manglares protegidos. En enero y febrero de cada ano, la Bahía de Samaná se enriquece con la visita de las Ballenas Jorobadas, que paren en la bahía.
Al Sur de la bahía está el parque nacional Los Haitises, que es popular por sus cuevas con pictografías y petroglifos de origen Taíno, sus diversidad de aves, sus manglares, islas e islotes (La zona de Los Haitises fue declarada reserva de la biosfera por la UNESCO). También, la Bahía de Samaná forma parte del Santuario de Mamíferos Marinos de la República Dominicana, con en propósito de proteger a las ballenas y los delfines que visitan sus aguas. Cada año, más de 50.000 turistas visitan la Bahía de Samaná solo para avistar ballenas jorobadas, lo cual convierte a la bahía en una de las zonas naturales, turísticas y económicas más importante para la República Dominicana.

## Importancia Histórica
A la llegada de Colón a la isla La Española, la península de Samaná estaba habitada por la tribu taína de los Ciguayos, la cual formaba parte del cacicazgo de Maguá el cual, a la llegada de Colón, gobernaba Guarionex. Los ciguayos se caracterizaban por tener una lengua totalmente diferente a las demás lenguas conocidas por los conquistadores.
El 13 de enero del 1493, durante el segundo viaje de Colon, la Bahía de Samaná fue el primer lugar de América donde sus habitantes indígenas, los taínos, tuvieron diferencias con los españoles en un incidente y se le denomino Golfo de Las Flechas al lugar. Debido a este incidente, durante siglos, a la Bahía de Samaná se la conocía con el nombre de Bahía de las Flechas y hoy, al lugar donde se cree que sucedió este incidente, se le llama Golfo de las Flechas (Ubicado a 15 minutos desde Santa Bárbara, capital de la provincia de Samaná).

## Lista de Islas y/o Cayos Interiores
Esta Lista no incluye Islas y/o Cayos sin nombrar.

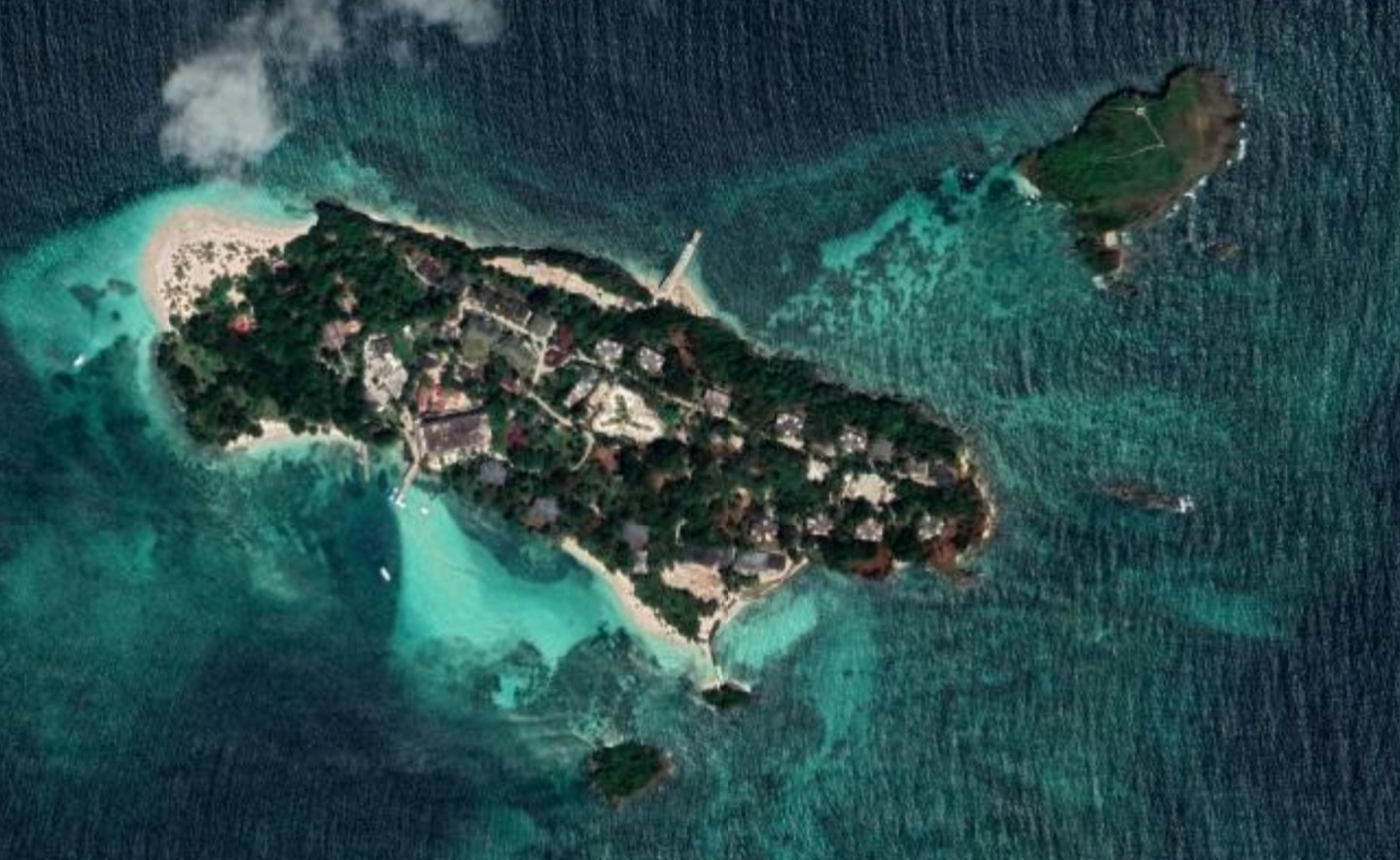
Cayo Levantado (Izquierda) y Cayo La Farola (Derecha) vistos desde un Satélite.

### Mayores
- Cayo La Bocaina
- Cayo Levantado
- Cayo Culebra
- Cayo La Farola
- Cayo Vigia

### Menores
- Cayo Redondo
- Cayo Chico
- Cayo Cacata
- Cayo de Willy
- Cayo de Las Flechas
- Cayo Aurelio
- Cayo Los Corozos

## 
- Datos: Q2037402
- Multimedia: Samaná Bay / Q2037402